# Castanopsis cambodiana
Castanopsis cambodiana là một loài thực vật có hoa trong họ Fagaceae. Loài này được A.Chev. mô tả khoa học đầu tiên năm 1923.